# Bernhard von Godin
Bernhard Freiherr von Godin (* 25. November 1781 in Parsberg; † 3. Oktober 1866 in München) war ein bayerischer Ministerialbeamter.

## Leben
Er war Sohn des Richters Karl Xaver von Godin und dessen Ehefrau Klara, geborene Freiin von Reider. 1822 wurde er zum königlich bayerischen Kämmerer ernannt. Ab 1837 war er  Regierungsdirektor des Unterdonaukreises und ab 1840 Regierungsdirektor der Regierung der Oberpfalz und von Regensburg. Im März 1847 wurde er zum Regierungspräsidenten von Oberbayern ernannt. Im Oktober 1848 trat er in den Ruhestand.
Godin heiratete 1810 Antonie, geborene Freiin von Schleich, mit der er einen Sohn und eine Tochter hatte. Sein Sohn Ludwig von Godin war ein bayerischer Forstbeamter und Präsident der fürstlich hohenzollerschen Hofkammer von Hohenzollern-Sigmaringen.

## Ehrungen
- Ritterkreuz des Verdienstordens der Bayerischen Krone[4]
- Ritterkreuz I. Klasse des Ordens vom heiligen Michael[5]
- Ehrenkreuz des Ludwigsordens[6]
- Orden der Eisernen Krone II. Klasse[7]